# 失業皇帝
《失業皇帝》是一部於1999年香港上映喜劇電影，導演及編劇由馬偉豪負責。主要演員有羅嘉良、梁詠琪、葛民輝及李燦森等。

## 故事大綱
十大傑出青年夏崗(羅嘉良 飾)原本是一間名叫董氏企業任行政總裁。但由於董氏企業董事長因心臓病去世，董事長獨子董射為奪權，找人打暈夏崗，令夏崗曠工三天，因此根據僱傭合約夏崗被辭退。
由於無家可歸，夏崗只有去昏迷醒後曾幫助他以行乞為生的朱晶(葛民輝 飾)家暫住。由於當時正值金融風暴失業率高企，夏崗無法找到工作，惟有與朱晶一家人到街头行乞，在行乞的过程中，结识善良的女孩羅楠，由于追求善良的女朋友而使尽浑身解数，为圆谎并博得女友的同情甚至欺骗阿楠自己有一个做乞丐的落难兄弟。最终夏崗在女友的“感召”下而东山再起，并与美国著名的制药厂合作，但女友对于夏崗的欺骗而异常愤怒，并决定嫁给夏崗的死对头董射，最后，在婚礼上，夏崗终于报了一箭之仇。

## 角色
| 演員   | 角色     | 備註                         |
| 羅嘉良 | 夏崗     | 董氏企業行政總裁             |
| 梁詠琪 | 羅楠     |                              |
| 葛民輝 | 朱晶     | 以行乞為生                   |
| 李燦森 | 朱鐡     | 朱晶之弟，跟隨朱晶行乞為生   |
| 姜皓文 | 黑仔     | 朱晶之表弟，跟隨朱晶行乞為生 |
| 江希文 | 阿秀     | 朱晶之妻                     |
| 陳萬雷 |          | 朱晶之父                     |
| 馮素波 | 羅太     | 羅楠之母，羅拔臣藥行主事人   |
| 林尚義 |          | 董氏企業董事長               |
| 李煒尚 | 董射     | 董氏企業太子爺               |
| 胡楓   | 乾爹     |                              |
| 林雪   |          |                              |
| 黎耀祥 | 羅太屬下 | 羅拔臣藥行職員               |
| 袁彌明 |          | 護士                         |
| 郭子健 |          |                              |
| 莊文強 |          |                              |
| 鄒凱光 |          |                              |
| 黎芷珊 | 芷珊     | 外景記者                     |

## 外部連結
- 開眼電影網上《失業皇帝》的資料（繁體中文）
- 豆瓣电影上《失業皇帝》的資料 （简体中文）
- 时光网上《失業皇帝》的資料（简体中文）
- 爛番茄上《失業皇帝》的資料（英文）
- 香港影庫上《失業皇帝》的資料（繁體中文）
- 互联网电影数据库（IMDb）上《失業皇帝》的资料（英文）